# VIA C7
C7 — процесор (ядро Esther), анонсований компанією VIA Technologies в червні 2005 року. Виконано за 90-нм технологією з використанням SOI.

## Характеристики
- Технологія виробництва: 90 нм
- Тактові частоти 1,0 / 1,2 / 1,5 / 1,6 / 1,8 / 2,0 ГГц
- Частота системної шини: 400/800 МГц
- Енергоощадна технологія: PowerSaver ™
- Виконання корпусу: NanoBGA2 footprint
- Підтримувані інструкції: MMX/SSE/SSE2/SSE3
- Обсяг внутрішнього кешу: 128/128K L1/L2
- Вбудований генератор випадкових чисел (RNG)
- Апаратна підтримка алгоритмів шифрування: AES / SHA-1
- Максимальна температура корпусу 100 °C